# Anthomuricea
Anthomuricea is een geslacht van neteldieren uit de klasse van de Anthozoa (bloemdieren).

## Soorten
- Anthomuricea aberrans Nutting, 1912
- Anthomuricea antillarum Aurivillius, 1931
- Anthomuricea argentea Wright & Studer, 1889
- Anthomuricea brunnea Nutting, 1910
- Anthomuricea divergens Kükenthal, 1919
- Anthomuricea reticulata Nutting, 1910
- Anthomuricea sanguinea Nutting, 1910
- Anthomuricea simplex Whitelegge, 1897
- Anthomuricea tenuispina Nutting, 1908
- Anthomuricea timorensis Nutting, 1910